# M53/59プラガ
M53/59 プラガは、1950年代の後期に開発されたチェコスロバキアの自走式対空砲である。本車はかなりの改修を施したプラガ V3S 6輪駆動トラックの車体から構成された。また、本車は30mm連装対空機関砲を後部に搭載し、弾薬は通常900発を携行する。各砲への給弾は50発入り弾倉から弾丸の自重で行われる。車体のキャビンは装甲されている。
チェコスロバキアにおける本車はプラガ PLDvK vz. 53/59 - "Ještěrka"として知られる（PLDvK Model 53/59 - "リザード"）。PLDvKは、Protiletadlový dvojkanónの略であり、連装対空機関砲の意を表す。

## 概要
照準システムは射手の目視によるため、射撃統制装置や他砲との連携はできない。これは、日中の良好な気象状況下においてのみ効果的に使用できる。機関砲ユニット全体の固定を外し、車載されたホイストを使って車体後部から地上へ卸して、車両から独立して使用することも可能である。車体などから外部電力を供給すれば、旋回・仰俯の電動操作を引き続き使うことができる。

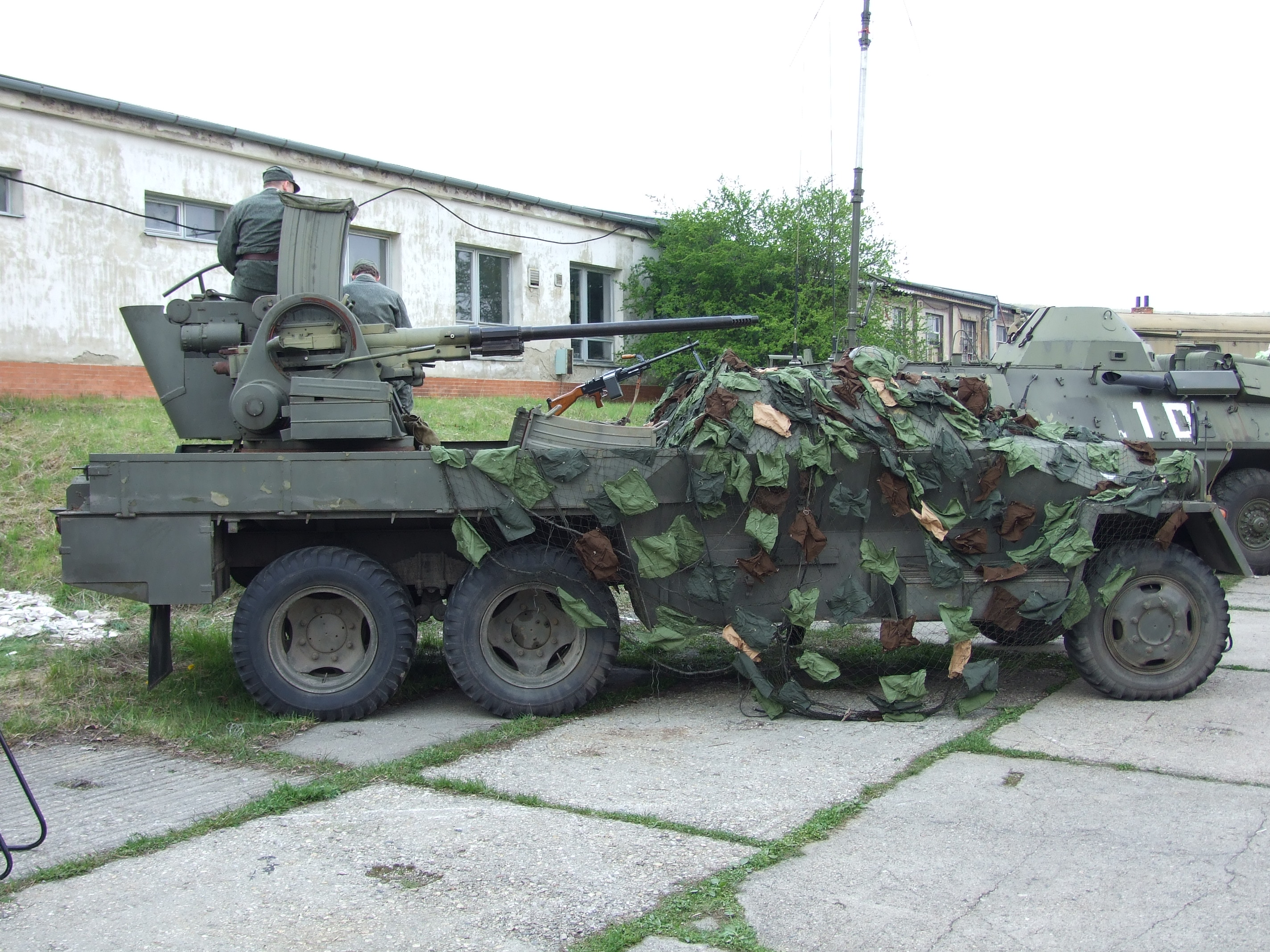
Czech vz. 53/59 "Ještěrka"

本車は現在旧式な装備であるが、非装甲の目標、または、軽度に装甲の施された目標に対する対地支援兵器としては有用である。例としてはユーゴスラビア紛争での運用が挙げられる。本車は、チェコ共和国、エジプト、リビア、スロバキアの各軍および旧ユーゴスラビア軍において現役で用いられている。
チェコスロバキアは試験目的でソビエト連邦製のZSU-57-2を輸入したが、この車両はM53/59に相当すると考えられ、チェコスロバキアがソビエト製の自走式対空砲を拒否した理由となった。

## 派生型
プラガ VS35 M19
セルビアのSrboautoが、セルビア軍向けに開発した近代化改修モデル。NATO基準を満たす4ドア型シャーシへの変更など、合計72の改修が加えられている。

## 使用国
- クロアチア - [5]2輌が地方の陸軍博物館に譲渡された。
- チェコ
- エジプト
- リビア - 1970年、チェコスロバキアに110輌が発注され、1970年-1973年にかけて引き渡された[1]。
- スロバキア
- スロベニア - [6]

### 旧使用国
- セルビア - 廃棄済み。
- チェコスロバキア - 後継国に引き渡された。
- ユーゴスラビア - 1965年、チェコスロバキアへ220輌が発注され、1965年-1968年にかけて配備された[1]。これらは後継国に引き渡された[7]。

## 登場作品
『エネミー・ライン』
セルビア人武装勢力の自走式対空砲として登場。対地水平射撃を主人公に対して行う。
撮影には、ロケ地となったスロバキアのスロバキア陸軍所属車両が使用されている。